# Naples (Florida)
Naples è un comune degli Stati Uniti d'America nella contea di Collier, nello Stato della Florida.
La città è nota soprattutto per le sue case costose, le spiagge di sabbia bianca e i numerosi campi da golf. Naples è l'autodefinita “Capitale mondiale del golf”, poiché ha il secondo maggior numero di buche pro capite di tutte le comunità e il maggior numero di buche di qualsiasi altra città della Florida. La città è anche nota per il fascino che esercita sui pensionati facoltosi che infatti costituiscono una grande percentuale della popolazione.
Il suo nome è un omaggio alla città di Napoli, alla quale veniva paragonata per la mitezza del clima e la bellezza del paesaggio sin dalla fine dell’Ottocento quando iniziò a crescere la sua fama di stazione climatica presso i ceti più benestanti.

## Storia
Un tempo, l'unico popolo a calpestare il suolo della attuale Naples erano i nativi americani della tribù dei Caloosa (Calusa).
I primi colonizzatori bianchi, Roger Gordon e Joe Wiggins, arrivarono da queste parti verso la fine del decennio 1860; un fiume e due isolette portano il loro nome.
Nel 1887 un gruppo di ricchi kentuckiani, capeggiati da Walter N. Haldeman, proprietario del Louisville Courier-journal, acquistò praticamente tutta la città di Naples e la prima cosa che fece fu quella di costruire un pontile che si addentrasse per circa 180 metri nelle acque del golfo del Messico, l'attuale Naples Pier.
L'inusuale forma a T permetteva alle navi di grosso tonnellaggio di ormeggiare molto facilmente e nonostante sia stato più volte distrutto, esso è stato sempre ricostruito con la stessa forma.
Naples presto raggiunse la fama di luogo di svernamento per canadesi e americani della fascia nord, ed inoltre il Naples Hotel ospitò personalità quali Gary Cooper e Greta Garbo.
Nel 1911 Barron G. Collier, che aveva creato la sua fortuna facendo pubblicità nei tram, visitò la vicina isola di Useppa, ed incantato dal posto comprò un milione di acri di terreno (circa 4.050 chilometri quadrati) acquitrinoso. Collier era convinto che la costa sul golfo del Messico avrebbe avuto lo stesso sviluppo di quella atlantica, ma per realizzarlo avrebbe dovuto dotarsi per prima cosa di strade e linea ferroviaria. In accordo con la promessa che Collier fece di finanziare la costruzione della Tamiami Trail, ovvero la strada che congiunge Tampa a Miami, nel 1923 lo Stato della Florida creò la contea di Collier, della quale Naples è sede.

## Economia
L'economia di Naples è largamente basata sul turismo.

## Luoghi d'interesse
- Naples Botanical Garden
- Theatre Zone
- Naples Zoo
- Teddy Bear Museum of Naples

## Amministrazione

### Gemellaggi
Napoli, dal 2017